# فابيان جونسون
فابيان جونسون (مواليد 11 ديسمبر 1987 في ميونخ - ألمانيا الغربية) لاعب كرة قدم ألماني أمريكي يلعب حاليا لصالح نادي الدرجة الأولى جلادباخ الألماني منذ 2014 في مركز الظهير الأيمن كما يجيد اللعب في مركز الوسط المدافع ويجيد اللعي أيضاً كجناح هجومي .

## مسيرته الكروية
لعب فابيان جونسون خلال مسيرته الاحترافية مع 5 أندية في سبعة عشر موسمًا وسجل خلالها 22 هدفًا ضمن 333 مباراة. ولم يفز بأي موسم بالكأس أو بالدوري.
خاض فابيان جونسون مسيرته مع TSV 1860 Munich II ‏ في موسم 2004–05 ولمدة موسمين، مشاركًا في 35 مباراة ولم يسجل أي هدف. ثم انتقل إلى نادي ميونخ 1860 في موسم 2005–06 ليلعب معه أربعة مواسم، حيث شارك في 90 مباراة سجل خلالها 4 أهداف. لينتقل بعدها إلى نادي فولفسبورغ في موسم 2009–10 ولمدة موسمين، مشاركًا في 16 مباراة سجل خلالها هدفًا واحدًا. ثم انتقل إلى نادي هوفنهايم في موسم 2011–12 واستمر معه طيلة ثلاثة مواسم، مشاركًا في 87 مباراة سجل خلالها 5 أهداف. هذا وانتقل لاحقًا إلى نادي بوروسيا مونشنغلادباخ في موسم 2014–15 ليلعب معه ستة مواسم، مشاركًا في 105 مباراة سجل خلالها 12 هدفًا.

## روابط خارجية
- فابيان جونسون على موقع الاتحاد الدولي (مؤرشف)  (الإنجليزية)
- فابيان جونسون على موقع الاتحاد الأوربي (الإنجليزية)
- فابيان جونسون على موقع قاعدة بيانات كرة القدم.إي يو (الإنجليزية)
- فابيان جونسون على موقع بيانات كرة القدم. دي إي (الألمانية)
- فابيان جونسون على موقع ناشيونال فوتبول تيمز (الإنجليزية)
- فابيان جونسون على موقع Soccerway.com (الإنجليزية)
- فابيان جونسون على موقع عالم كرة القدم.نت (الإنجليزية)
- فابيان جونسون على موقع كووورة
- فابيان جونسون على موقع AS.com (الإسبانية)